# Comuna Piddubivka, Prîlukî
Piddubivka (în ucraineană Піддубівка) este o comună în raionul Prîlukî, regiunea Cernihiv, Ucraina, formată din satele Piddubivka (reședința), Polohî și Tarasivka.

## Demografie
Componența lingvistică a comunei Piddubivka
     Ucraineană (97,06%)
     Rusă (2,94%)
Conform recensământului din 2001, majoritatea populației comunei Piddubivka era vorbitoare de ucraineană (97,06%), existând în minoritate și vorbitori de rusă (2,94%).